# Jacob Gaina
Jacob Gaina (Auckland, 21 aprile 1975 – Auckland, 8 luglio 2017) è stato un rugbista a 15 neozelandese internazionale per l'Italia, Paese che rappresentò nella disciplina a VII.

## Biografia
Nativo di Auckland, si formò nel rugby a 13 nelle file dei Waitemata Seagulls.
Nel 1999 fu ingaggiato in Italia dal Clan Messina sotto la guida tecnica di Tito Cicciò e nel 2003 passò al Amatori Catania, con cui fu promosso nel Super 10 successivo, nel quale giunse fino alle semifinali scudetto e alla qualificazione in Challenge Cup.
Nel frattempo, guadagnata l'idoneità a rappresentare l'Italia per residenza, fu selezionato nella nazionale a VII per la Coppa del Mondo 2005, e prese oarte anche ad altre esibizioni del circuito World Seven Series.
Nel 2005-06 fu a Viadana, ma l'anno successivo ricevette la diagnosi di tumore del testicolo per il quale fu operato a Parma nel 2007: fu poi a Rovigo in prestito fino a fine stagione.
Dopo la fine carriera nelle file del Milazzo come giocatore/allenatore, si trasferì per cinque anni all'Amatori Messina conquistando la promozione in serie B al termine della stagione 2010-11.
Tornato in Nuova Zelanda, morì ad Auckland per una recrudescenza del tumore che l'aveva colpito dieci anni prima.